# Tancheng-Dialekt
| Tanchenghua（郯城话） | Tanchenghua（郯城话） | Tanchenghua（郯城话） |
| --------------------- | --- | --- |
| Aussprache            | /tʰã55 ʈ͡ʂʰəŋ55 xuᴀ41/ | Zentral-Tancheng |
| Aussprache            | /tʰã55 ʈ͡ʂʰɤ̃55 xuᴀ41/ | Westliches Tancheng |
| Aussprache            | /tʰã42 ʈ͡ʂʰəŋ42 xuᴀ312/ | Nördliches Tancheng |
| Verbreitung           | Volksrepublik China | Volksrepublik China |
| Region                | Kreis Tancheng, Provinz Shandong                                                                                               | Kreis Tancheng, Provinz Shandong                                                                                               |
| Sprachfamilie         | - Sinotibetische Sprachen - Chinesische Sprachen - Mandarin - Zentralmandarin - Yan-He-Gruppe / Zheng-Cao-Gruppe - Tanchenghua | - Sinotibetische Sprachen - Chinesische Sprachen - Mandarin - Zentralmandarin - Yan-He-Gruppe / Zheng-Cao-Gruppe - Tanchenghua |
| Dialekte              | - Zentral-Tancheng-Dialekt - Südliches Tancheng - Westliches Tancheng - Nördliches Tancheng                                    | - Zentral-Tancheng-Dialekt - Südliches Tancheng - Westliches Tancheng - Nördliches Tancheng                                    |

Tanchenghua, auch als Tancheng-Dialekt bekannt, ist ein moderner chinesischer Dialekt, der zum Zentralmandarin gehört. Er wird im heutigen Kreis Tancheng in der Provinz Shandong sowie in den umliegenden Gebieten gesprochen.
Tanchenghua ist kein strikt linguistischer Begriff, sondern ein Sammelbegriff für die innerhalb des Kreises Tancheng gesprochenen Dialekte, weshalb es gewisse interne Unterschiede aufweist。
Basierend auf phonetischen Unterschieden kann Tanchenghua weiter in vier Dialektzonen unterteilt werden. Der Stadtdialekt des zentralen Kreisteils (郯中片) gilt dabei als repräsentativer Dialekt von Tanchenghua.
Das auf nationaler Ebene als immaterielles Kulturerbe anerkannte chinesische Kulturgut „郯马五大调“ wird im Dialekt des Orts Ma Tou Zhen in Tanchenghua gesungen。

## Klassifikation
Tanchenghua gehört innerhalb der mandarinischen Dialekte zum Zentralmandarin [3]:3. Innerhalb der Dialektgliederung der Provinz Shandong zählt es zur westlichen Lu-Gruppe (西鲁片). 

## Phonologie und Dialektgliederung

### Phonologische Entwicklung
Zwischen älteren und neueren Varianten des Dialekts bestehen Unterschiede in der Aussprache. Unter dem Einfluss des Standardchinesisch (Putonghua) nähert sich das phonologische System von Tanchenghua zunehmend dem Hochchinesischen an. Beispielsweise verschwindet der ursprünglich vorhandene Konsonant /ɭ/ in einigen Dialekten allmählich.

### Vokalsystem
Der Artikel „Phonetische Studien zum Tancheng-Dialekt“ beschreibt das phonologische System, insbesondere die Vokale, anders als die „Chronik des Tancheng-Dialekts“. So wird im Dialekt der Stadt Chongfang (重坊镇) die Aussprache von /ɿ/ und /ʅ/ als /ɿə/ bzw. /ʅə/ angegeben.
- Tancheng-Nord und Tancheng-Zentral: Diese Dialekte besitzen einen Diphthong /əʊ/ mit kurzer Gleitbewegung, der nur den Konsonantenendklang /ŋ/ hat und stark nasalisiert ist.
- Tancheng-West und Tancheng-Süd: Diese Dialekte haben keinen Konsonantenendklang /ŋ/, sondern nur nasale Vokale. Die Vokale /ɑŋ/, /əŋ/ und /uŋ/ im Tancheng-Zentraldialekt entsprechen den nasalen Vokalen /ɑ̃/, /ɤ̃/ und /õ/ im Tancheng-Westdialekt. Zudem kennt der Tancheng-Westdialekt keine Diphthonge, und /əʊ/ wird hier als /o/ ausgesprochen.

### Töne
Der Tancheng-Dialekt hat vier Töne, die in ihrer Kategorisierung mit dem Standardchinesisch übereinstimmen:
Die Tonwerte unterscheiden sich jedoch vom Standardchinesisch. Während die Tonwerte in Tancheng-Zentral, Tancheng-Süd und Tancheng-West weitgehend gleich sind, weicht der Tancheng-Norddialekt in seinen Tönen deutlich von den anderen drei ab. 

### Tonveränderungen im Sprachfluss
Der Tancheng-Dialekt zeigt kontinuierliche Tonveränderungen, die jedoch weniger ausgeprägt sind als in anderen Shandong-Dialekten und dem Standardchinesisch näherstehen.
- Tonveränderungen: Bei der Verbindung von zwei Wörtern ändert sich der Tonwert des vorausgehenden Wortes, wenn es sich um einen Yinping-Ton handelt.
- Leicht betonte Silben: In solchen Silben verändern sich Vokale und Konsonanten. Unaspirierte klare Plosive und Affrikate tendieren zur Stimmhaftigkeit, während einige aspirierte Laute unaspiriert werden.
- Vokalveränderungen: Vokale können vereinfacht (Monophthongierung) oder zu höheren Vokalen werden. Es kann zu einem Verlust von Zwischenvokalen, Nasalierung oder dem Hinzufügen bzw. Wegfallen von Endkonsonanten kommen.
- Retroflexion (Erhua): Die Regeln für Erhua entsprechen denen im Standardchinesisch, sind jedoch weniger stark ausgeprägt.
- Nullsilben: Diese treten als Phänomen der Tonveränderung im Sprachfluss auf (siehe Abschnitt „Silben“).